# Чарлз (окръг, Мериленд)
Окръг Чарлз (на английски: Charles County) е окръг в щата Мериленд, Съединени американски щати. Площта му е 1665 km², а населението – 157 705 души (2016). Административен център е град Ла Плата.